# Lappeenranta (Verwaltungsgemeinschaft)

Lage der Verwaltungsgemeinschaft Lappeenranta in Finnland

Die Verwaltungsgemeinschaft Lappeenranta (finnisch Lappeenrannan seutukunta) ist eine von zwei Verwaltungsgemeinschaften (seutukunta) der finnischen Landschaft Südkarelien. Zu ihr gehört der südliche Teil Südkareliens rund um die namensgebende Stadt Lappeenranta. Anfang 2009 wurde die ehemalige Verwaltungsgemeinschaft Westsaimaa der Verwaltungsgemeinschaft Lappeenranta angeschlossen.
Zur Verwaltungsgemeinschaft Lappeenranta gehören die folgenden fünf Städte und Gemeinden:
- Lappeenranta
- Lemi
- Luumäki
- Savitaipale
- Taipalsaari

Suomenniemi gehörte bis zu seiner Eingemeindung nach Mikkeli (Landschaft Südsavo) 2013 als eigenständige Gemeinde zur Verwaltungsgemeinschaft Lappeenranta.